# Yasuhikotakia sidthimunki
Yasuhikotakia sidthimunki és una espècie de peix de la família dels cobítids i de l'ordre dels cipriniformes.

## Morfologia
Té el cos fusiforme, moderadament allargat, hidrodinàmic, sense escates i de 5,5 cm de llargària màxima. Presenta una franja negra al dors i una altra negra, mediolateral i dispersa en forma d'un reguitzell de taques unides i connectades mitjançant bandes a la franja negra del dors esmentada abans. Zona ventral més platejada que daurada. Aletes transparents, tot i que solen tindre taques negres en arribar a adults. 7-8 radis ramificats a l'aleta dorsal. Aleta caudal ben desenvolupada. Boca amb quatre parells de barbetes sensorials (els de la part inferior són més petits). Espina erèctil i curta a sota de l'ull, la qual utilitza com a defensa.

## Ecologia
És un peix d'aigua dolça (pH entre 6 i 8), Peix demersal i de clima tropical (26 °C-28 °C), el qual viu a Àsia: els rius, els camps inundats, els petits llacs fangosos i d'altres hàbitats d'aigua permanent de les conques dels rius Chao Phraya, Mekong i Mae Klong a Cambodja, Laos i Tailàndia. Sembla que es va introduir a les illes Filipines durant la dècada del 1970 però no hi ha constància de si hi va arrelar. Menja invertebrats aquàtics. No hi ha informes de la seua reproducció en captivitat (encara que se sap que ha estat criada mitjançant tractament hormonal, els detalls del qual és un secret comercial molt ben guardat). Les seues principals amenaces són la sobrepesca amb destinació al comerç de peixos d'aquari, la contaminació de l'aigua i la construcció de preses. És diürn, inofensiu per als humans, té una longevitat de 10 anys i no és pescat de manera comercial (tot i que és força ben considerat com a peix d'aquari).

## Vida en captivitat
L'aquari ha de tindre un substrat suau (sense vores tallants, esmolades o abrasives perquè no es facin malbé les seues barbetes sensorials, ja que li agrada remenar el fons) i plantes, roques, troncs o arrels perquè pugui amagar-s'hi. És una espècie molt pacífica, no tan tímida com altres membres del seu gènere i molt activa, fins i tot, durant el dia. Cal mantenir-la en un grup de, si més no, cinc individus i no només ocupa el fons de l'aquari sinó que també se la pot veure nedant en grup per altres zones de l'aquari. És molt difícil de trobar-la en comerços, ja que té un preu molt elevat a causa d'estar en perill d'extinció en el seu hàbitat natural.